# Rio Antuã
O rio Antuã é um curso de água que nasce no Monte Alto, localidade de Romariz no município de Santa Maria da Feira, em Portugal.
Tem como principal afluente o rio Ínsua, que nele desagua entre as freguesias de Oliveira de Azeméis, Santiago de Riba-Ul, Ul, Macinhata da Seixa e Madail e Pinheiro da Bemposta, Travanca e Palmaz, no concelho de Oliveira de Azeméis. Outros afluentes: Ribeira do Cercal, ribeira do Pintor e ribeira de Arrifana. 
Com uma bacia hidrográfica de 149,2 km2, que se estende pelos concelhos de Oliveira de Azeméis, São João da Madeira, Estarreja, Albergaria-a-Velha, Arouca, e Vale de Cambra. e após um percurso de 38,3 km o rio Antuã desagua na ria de Aveiro, a sudoeste da cidade de Estarreja.
No concelho de S. João da Madeira e em algumas zonas do concelho de Oliveira de Azeméis, o rio Antuã parece ser frequentemente designado por "rio Ul". Do mesmo modo, nas freguesias de Fajões e Carregosa o seu afluente rio Ínsua parece ser designado popularmente por "rio Antuã". Mas estas versões são um erro porque pelo princípio internacional, quando dois rios se juntam o nome que se dá ao rio após a junção é a do rio mais comprido desde a nascente ao ponto de confluência. Ora após a junção em Ul o nome do rio é designado sem qualquer dúvida de rio Antuã. Também se sabe que desde a nascente até ao ponto de junção em Ul o rio mais comprido é o que nasce em Romariz, passa a Milheirós de Poiares, S. João da Madeira etc. É verdade há documentos dos primeiros séculos da nacionalidade a designar o rio por Ul mas, muito antes, no período romano o rio era designado de Antuã. Quanto ao Rio Ínsua, afluente do Antuã em Ul não existe documento de relevo histórico a designá-lo por Antuã mas, pelo contrário há documentos do século XIV a designá-lo por Ínsua.
[carece de fontes?]